# Maria Paula Beck
Maria Paula Beck (* 6. Mai 1861 in Sursee; † 12. Juni 1908 in Menzingen; heimatberechtigt in Sursee) war eine Schweizer katholische Ordensfrau und Generaloberin der Schwestern vom Heiligen Kreuz.

## Leben
Maria Paula Beck war die Tochter von Franz Xaver Beck und seiner Ehefrau Marie geb. Leu von Ebersol, der Tochter von Josef Leu von Ebersol. Der Theologe Josef Beck war ihr Bruder und Theresia Beck, die von 1921 bis 1933 Generaloberin der Barmherzigen Schwestern vom heiligen Kreuz ihre Schwester war, ihre Schwester.
Maria Paula Beck studierte Französisch und erwarb das kantonale Lehrerdiplom für Zug, Schwyz und Luzern. 1887 legte sie die Profess bei der Kongregation der Schwestern vom Heiligen Kreuz in Menzingen ab. Sie wurde 1894 Novizenmeisterin, 1898 Assistentin und war von 1901 bis 1908 Generaloberin. Sie legte den Schwerpunkt der Ausbildung auf die zukünftige Lehrtätigkeit der Ordensschwestern und verlieh so dem Orden neue Ausstrahlungskraft.
Im Jahr 1904 gründete sie gemeinsam mit ihrem Bruder Josef, der an der Universität Freiburg Professor war, in Freiburg die Akademie des Heiligen Kreuzes, die den Frauen den Zugang zur Universität öffnete. Unter deren Oberaufsicht stehend, nahm die Akademie anfänglich hauptsächlich Ordensschwestern auf, wurde aber schon 1909 zum ersten katholischen Mädchengymnasium klassischer Richtung in der Schweiz.
Beck liess die Internate der Kongregation in Bulle, Lugano, Bellinzona, Sondrio und Rorschach erweitern. Ausserdem gründete sie mehrere Hauswirtschaftsschulen, ein Lehrerseminar in Bulle sowie Mädcheninstitute in Chile (1901) und Südafrika (1903). Auch Sozialwerke rief sie ins Leben, zum Beispiel Arbeiterinnenheime in Murg, Rorschach, Arbon, Broc und Kriens sowie das «Ernestinum» in Prag, ein Heim für geistig behinderte Kinder.